# آزادی پرستش (نقاشی)
آزادی پرستش دومین نقاشی رنگ روغن از مجموعه آزادی‌های چهارگانه اثر نورمن راکول است. این مجموعه براساس اهداف آزادی‌های چهارگانهٔ اعلام‌شده توسط فرانکلین روزولت، سی‌ودومین رئیس‌جمهور ایالات متحده آمریکا در سخنرانی وضعیت کشور آمریکا که در ۶ ژانویه ۱۹۴۱ در برابر کنگره آمریکا ایراد شده، کشیده شده‌است. راکول این نقاشی و آزادی بیان را موفق‌ترین آثار این مجموعه دانسته‌است. آزادی پرستش در شماره ۲۷ فوریه ۱۹۴۳ مجله ستردی ایونینگ پست و به همراه جستاری از ویل دورانت منتشر شده‌است.
نقاشی راکول دومین تلاش او برای به‌تصویر کشیدن آزادی پرستش بود. او در نسخه اول، یک یهودی را در حال اصلاح به دست یک پیرایشگر سیاه‌پوست پروتستان و یک کشیش کاتولیک را که منتظر نوبتش بود، نشان می‌داد. از آن‌جایی‌که مقصود راکول نشان دادن تحمل مذهبی بود، او احساس کرد ترکیب‌بندی اولیه این منظور را نمی‌رساند. راکول در نسخه دوم مشخصات هشت صورت را در فضایی نسبتاً کم نشان می‌دهد؛ حالت‌های مختلف این افراد، نماینده مردمی با عقاید مذهبی گوناگون در وقت نیایش است. اغلب منتقدان، با وجود به‌تصویر درنیامدن همه ادیان در نقاشی و وجود احساسات غیرهنری در آن، این نقاشی را تحسین کرده و جزو بهترین نقاشی‌های این مجموعه دانسته‌اند.

## پیشینه
آزادی پرستش دومین نقاشی از مجموعه نقاشی رنگ روغن اثر نورمن راکول با نام آزادی‌های چهارگانه است. این آثار از سخنرانی وضعیت کشور آمریکا که فرانکلین دلانو روزولت در ۶ ژانویه ۱۹۴۱ برابر کنگره هفتادوهفتم ایراد کرد، الهام گرفته‌است. این سخنرانی به سخنرانی آزادی‌های چهارگانه مشهور شده‌است. از این آزادی‌ها، تنها از دو آزادی بیان و مذهب در قانون اساسی ایالات متحده آمریکا یاد شده‌است. موضوع آزادی‌های چهارگانه بعدتر به بیانیه کشورهای متفق در جنگ جهانی دوم، موسوم به منشور آتلانتیک، راه یافت و بخشی از منشور سازمان ملل متحد شد. این مجموعه نقاشی‌ها به همراه جستارهایی از نویسندگان برجسته طی چهار هفته متوالی در ستردی ایونینگ پست منتشر شد: آزادی بیان (۲۰ فوریه)، آزادی پرستش (۲۷ فوریه)، آزادی از فقر (۶ مارس) و آزادی از ترس (۱۳ مارس). بن هیبس،  سردبیر پست، برای نوشتن جستار همراه آزادی پرستش، ویل دورانت را برگزید که نویسنده‌ای پرفروش بود و در اوج شهرت قرار داشت. در آن زمان، دورانت به همراه همسرش، آریل دورانت روی جلد دهم کتاب تاریخ تمدن کار می‌کرد. دورانت همین‌طور دربارهٔ فلسفه و تاریخ سخنرانی می‌کرد. نهایتاً پوستر نقاشی‌های این مجموعه به صورتی وسیع منتشر و به ابزاری در دست دولت ایالات متحده برای فروش اوراق قرضه جنگی برای تأمین هزینه‌های شرکت آمریکا در جنگ جهانی دوم مبدل شد.

## توصیف
«دومین آزادی، آزادی پرستش خدا برای هر فرد به روش خودش است، در همه‌جای جهان.»

—فرانکلین دلانو روزولت، سخنرانی ۶ ژانویه ۱۹۴۱ وضعیت کشور آمریکا و معرفی موضوع آزادی‌های چهارگانه.
این نقاشی مشخصات هشت سر را در فضایی نسبتاً کم نشان می‌دهد. حالت‌های مختلف این افراد، نماینده مردمی با عقاید مذهبی گوناگون در وقت نیایش است. به‌خصوص سه صورت در پایین اثر (از راست به چپ): مردی که سرش پوشانده شده و کتابی مذهبی در دست دارد، یهودی است، زن مسن که پروتستان است و زن جوان‌تر با صورتی روشن که رزاری به دست دارد کاتولیک است. راکول اظهار داشت که احساس می‌کند اهمیت دست‌ها برای بیان یک داستان، فقط نسبت به سر در درجه دوم اهمیت قرار می‌گیرد. او با توجه به آزادی پرستش گفت «من برای انتقال پیام نیمی از تصویر، که امید داشتم منتقل شود، فقط به دست‌ها متکی بودم.» تلاش‌های گسترده راکول روی این اثر به این خاطر بود که او اعتقاد داشت مذهب «موضوع بسیار ظریفی است و آزار رساندن به احساسات افراد کار سختی نیست.»
این اثر عموماً به روشنی می‌گراید و اغلب در تکثیر، تیره‌تر می‌شود چراکه نقاش از ترکیب کمرنگ خاکستری‌ها، کِرِم‌ها و قهوه‌ای‌ها استفاده کرده‌است. ضخامت رنگ پیاده‌شده روی اثر کم است و همین باعث شده بافت بوم به تصویر منتقل شود.
در ۱۹۶۶، راکول برای نشان دادن علاقه و تحسین‌اش نسبت به جان اف. کندی، در تصویرسازی داستانی در مجله لوک با عنوان «میراث برجسته جی‌اف‌کی»، از آزادی پرستش استفاده کرد. این تصویرسازی، کندی را در هیئتی شبیه به صورت‌های حاضر در آزادی پرستش و در میان داوطلبان سپاه صلح نشان می‌داد.

## خلق اثر

نسخه اولیه آزادی پرستش در یک آرایشگاه مردانه به تصویر درآمده بود.

نسخه اولیه این نقاشی یک آرایشگاه را نشان می‌دهد با مشتریانی از مذهب‌ها و نژادهای مختلف که منتظرند نوبت‌شان شود. ابعاد این نسخه ۱۰۴ در ۸۴ سانتیمتر (۴۱ در ۳۳ اینچ) بود و با تکنیک رنگ روغن روی بوم، تحمل را به عنوان «مبنای تنوع مذهبی در دموکراسی» نشان می‌داد. تصویر، یک یهودی را در حال اصلاح به دست یک پیرایشگر سیاه‌پوست پروتستان نشان می‌دهد و یک کشیش کاتولیک را که منتظر است نوبتش بشود. مشکل نقاشی این بود که در آن افراد از مذهب‌ها و نژادهای مختلف به راحتی قابل تشخیص بودند، در حالی‌که در مورد این که فردی از یک مذهب خاص چه شکلی است، توافق کمی وجود دارد. با این‌حال، همراه تلاش او برای واضح شدن کیش و نژاد شخصیت‌ها، او، به‌خصوص در مورد شخصیت‌های غیرمذهبی، خودش را در حال اغراقی بیش‌ازحد و اهانت‌آمیز یافت؛ مرد یهودی شبیه کلیشه‌های سامی از آب درآمده، مشتری سفیدپوست شیک‌وپیک نشان داده شده و به تن مرد سیاه‌پوست لباس کارگری پوشانده شده بود و او چنان سرگرم کار بود که انگار نقاش بخواهد به نمایندگی از دولت صحبت کند. مقصود راکول، نشان دادن تحمل مذهبی بود اما او احساس کرد ترکیب‌بندی اولیه این منظور را نمی‌رساند.
در ژوئن ۱۹۴۲، بن هیبس، سردبیر پست، حامی طرح‌های راکول شد و به او دو ماه فرصت داد تا آثارش را تکمیل کند. با رسیدن اکتبر، پست از پیشرفت راکول روی آزادی‌های چهارگانه نگران شد و ویراستار هنری‌شان را برای ارزیابی به آرلینگتون ورمانت فرستاد. در آن زمان راکول روی آزادی پرستش، دومین اثرش در مجموعه کار می‌کرد. راکول دو ماه (اکتبر و بیشتر نوامبر ۱۹۴۲) روی این اثر کار کرد که از عبارت «هریک براساس فرمان وجدان خودش» الهام گرفته بود. همسایه‌های راکول در آرلینگتون ورمانت برای این نقاشی مدل شدند؛ از جمله رز هویت،  زنی که سه‌ماهه باردار بود و موهایش را بالای سرش به‌هم بافته بود و با یک رزاری در دست، نقش یک کاتولیک را به نمایش می‌گذاشت، درحالی‌که در واقع یک پروتستان از کلیسای اسقفی بود. دیگر مدل‌های اثر عبارت بودند از خانم هرینگتون،  نجار راکول والتر اسکوایرز،  همسرش کلارا اسکوایرز (لبه سمت راست)، وینفیلد سیکوی و جیم مارتین (در مرکز). نسخه نهایی راکول به سرنخ‌های بصری دیگری از جمله تسبیح (رزاری) و کتاب مقدس تکیه‌داشت. در این اثر نیایش‌گران سیاه‌پوست در کناره‌ها قرار داشتند. این شکل از جاگذاری باعث شد پست که تاکنون سیاه‌پوستان را در صفحات خود برجسته نکرده‌بود، با مشکل مواجه نشود. راکول گفته این تنوع نژادی را با ترسیم «پنهانی» چهره زن سیاه‌پوست در بالای اثر ایجاد کرده‌است. مرد فینه‌به‌سرِ پایین نقاشی نیز برای مورد آزار قرار گرفتن بیش از حد «خارجی» به نظر می‌رسد.

## بررسی انتقادی

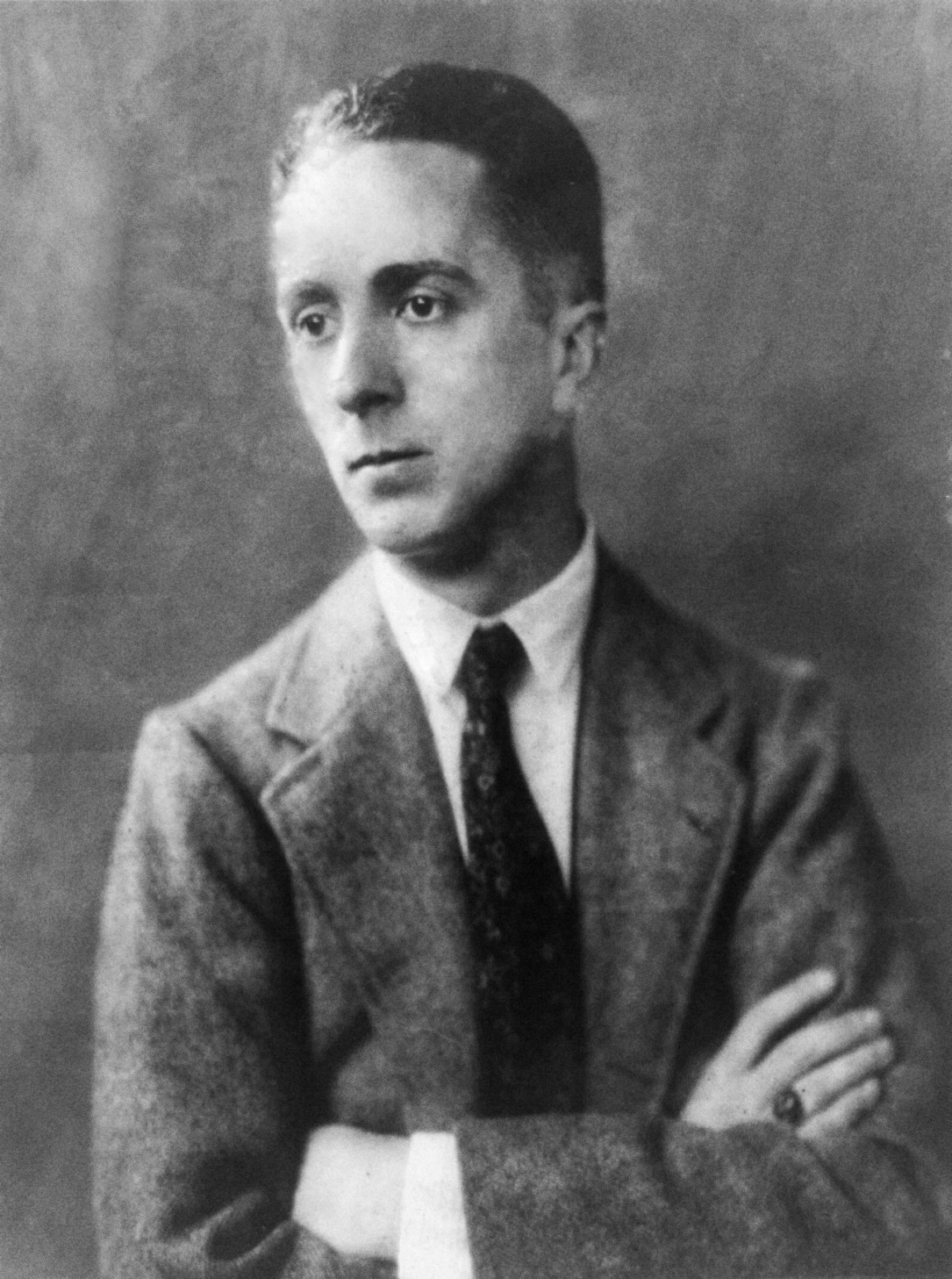
نورمن راکول در ۱۹۲۱ میلادی.

سردبیر پست، بن هیبس گفته‌است دو نقاشی آزادی بیان و پرستش «برای من اسناد بشری بزرگی هستند در قالب رنگ و بوم. به اعتقاد من، یک تصویر بزرگ، تصویری است که میلیون‌ها نفر از مردم را تکان می‌دهد و الهام‌بخش‌شان می‌شود. آزادی‌های چهارگانه این کار را کرده و می‌کند.» والت دیزنی نیز نوشته‌است: «گمان می‌کنم آزادی‌های چهارگانهٔ شما عالی هستند. من به‌خصوص آزادی پرستش را دوست دارم و ترکیب‌بندی و نمادگرایی نهفته در آن را.» راکول معتقد بود آزادی بیان و آزادی پرستش بهترین آثار این مجموعه بهترین هستند. لورا کلاریج نوشته‌است که عبارت الهام‌بخش «هریک براساس فرمان وجدان خودش» جمله‌ای «شعاری است که به تکثری رهنمون می‌شود که از اندیشه‌های خود راکول در مورد دین نشأت می‌گیرد و منبع احتمالی‌اش عبارتی است از سیزده گفتار دربارهٔ ایمان اثر جوزف اسمیت.» در واقع راکول مرتباً از همکارانش در مورد منبع احتمالی این گفته سؤال کرده بود اما تا زمانی که مجموعه نقاشی‌ها منتشر شدند، چیزی در مورد اسمیت به او گفته‌نشد. عبارت «هریک براساس فرمان وجدان خودش» (یا جملات مشابه آن) در سده هجدهم در بسیاری از قانون‌های اساسی ایالت‌های آمریکا استفاده شده‌بود.
بررسی انتقادی نقاشی نشان می‌دهد که پیروان برخی ادیان و مذاهب خاص از اینکه در نقاشی آزادی پرستش به نمایش درنیامده‌اند، ناامید شده‌اند.

کلاریج معتقد است
ملغمهٔ فشردهٔ چهره‌ها و حتی پوست کِرِم دست سالخوردگان که خود ابزار پرستش شده‌اند، موضوع نقاشی را از مرز تحمل آرمانی [مورد نظر نقاشی در مورد دین] به احساسات شدید می‌راند؛ جایی که تفاوت‌های بشری در لحظه جادویی انتشار نور گیر می‌افتند. درواقع نقاشی فاقد خودداری مطلوب هنر از احساسات شدید است.— 
کلاریج چنین اظهار داشت که نسخهٔ اولیه، «تمیز، به‌صورت قابل ملاحظه‌ای پراکنده و در مقابل محتوای متراکم روایت، متعادل بود. حتی در مرحلهٔ اولیهٔ طراحی، به شکل زیبایی رنگ شده بود.» موری و مک‌کیب نویسندگان کتاب چهار آزادی نورمن راکول متذکر شده‌اند که این اثر یک واگرایی از سبک داستان‌گویی راکول است که به آن مشهور است. دبورا سولومون این نقاشی را رضایت‌بخش‌ترین اثر این مجموعه می‌داند؛ چنان‌که او حس می‌کند پر و تا حدی «آموزنده» است. مورین هارت هنسی نگهدار ارشد موزه نورمن راکول و آن ناتسون به ابعاد نقاشی توجه کرده‌اند که فقط دست‌ها و سرها را در نیایش‌گران به شکلی نفاق‌افکن نشان می‌دهد. بروس کول از وال‌استریت جورنال گفته‌است که «نقاشی شبح‌گونه راکول از صورت‌ها و دست‌های در حال نیایش، بی‌روح و بدون هیچ‌گونه پیام واقعی دربارهٔ آزادی مذهبی است. این به خاطر این است که ایمان، مانند نبود ترس و فقدان نیاز، اساساً خصوصی، شخصی، غیرمستقیم و غیرقابل انکار است.»

## یادداشت
1. ↑  Ben Hibbs
2. ↑  Each according to the dictates of his own conscience
3. ↑  Rose Hoyt
4. ↑  Mrs. Harrington
5. ↑  Walter Squires
6. ↑  Clara Squires
7. ↑  Winfield Secoy
8. ↑  Jim Martin
9. ↑  Laura Claridge
10. ↑  Stuart Murray
11. ↑  James McCabe
12. ↑  Deborah Solomon
13. ↑  Maureen Hart Hennessey
14. ↑  Anne Knutson
15. ↑  Bruce Cole